# Empis sibillina
Empis sibillina är en tvåvingeart som beskrevs av Mario Bezzi 1899. Empis sibillina ingår i släktet Empis och familjen dansflugor. Inga underarter finns listade i Catalogue of Life.